# Veinticuatro de Febrero
Veinticuatro de Febrero es una localidad del estado mexicano de Chiapas. Es parte del municipio de Frontera Comalapa.

## Toponimia
El nombre de la localidad refiere a la Bandera de México, cuyo día se celebra el 24 de febrero.

## Demografía
| Gráfica de evolución demográfica |
|                                  |

| Censo | Población |
| ----- | --------- |
| 1980  | 354       |
| 1990  | 656       |
| 2000  | 760       |
| 2010  | 925       |
| 2020  | 1 022     |